# Turm zu Schornen
Der Turm zu Schornen, auch Letziturm, ist ein gut erhaltener mittelalterlicher Wehrturm in Sattel im Kanton Schwyz in der Schweiz.

## Lage
Der Turm war Teil einer in der Schweiz als Letzi Morgarten bezeichneten militärischen Talsperre, die beim Ort Schornen den Übergang vom Ägerisee zur Innerschweiz abriegelte. Die Sperre war etwa zwei Kilometer lang und bestand aus einem natürlichen gegen den Ägerisee steil abfallenden Felsriegel, der an elf Stellen mit Mauern verstärkt werden musste, die zum Teil vier Meter hoch waren. Das Sperrwerk verlief auf der ganzen Breite des Talbodens zwischen dem Kaiserstock und der Figlenfluh.  Der Turm steht an der Strasse von Unterägeri nach Sattel.

## Geschichte
Die Letzi wurde vermutlich erst nach der Schlacht am Morgarten von 1315 errichtet. Dem Konflikt ging ein Streit zwischen Schwyz und dem Kloster Einsiedeln um Weiderechte voraus. Nachdem Schwyz im Januar 1314 das Kloster überfallen und geplündert hatte, befürchtete Schwyz einen Rachefeldzug der Habsburger, die im Besitz der Klostervogtei waren. Die Letzi bei Morgarten wird erstmals in einer Urkunde von 1322 erwähnt, die den Verkauf von Allmendland bezeugt, aus dessen Erlös der Bau der Letzi finanziert wurde. Die Letzimauer wurde bis ins späte 18. Jh. unterhalten und genutzt. Sie kam ein letztes Mal beim Franzoseneinfall im Jahre 1798 zum Einsatz, wo die Schwyzer versuchten, die Truppen an der Engstelle beim Morgarten aufzuhalten.
Zum 700-jährigen Jubiläum der Schlacht am Morgarten wurde am Fusse des Turms ein Informationszentrum eingerichtet.

## Bauwerk
Von der Letzimauer sind nur noch schwache Spuren zu erkennen. Der Wehrturm an der Strasse ist aber erhalten geblieben. Er hatte die Aufgabe, das Tor der Strasse zu bewachen. Dieses wurde aber 1850 beim Ausbau der Strasse abgerissen.
Der Grundriss des ungefähr 11 Meter hohen Wehrturms ist beinahe quadratisch und misst 6,3 × 6,1 Meter. Auf der Südseite des fensterlosen Turms befinden sich ein Hocheingang und drei Lüftungsschlitze. Die Mauern aus Bruchstein und Nagelfluhbrocken sind 1,1 Meter dick. Vermutlich war der Turm nur in Kriegszeiten besetzt, da es keine Hinweise auf Wohnräume gibt. Es wird davon ausgegangen, dass der Turm im Mittelalter einen hölzernen auskragenden Obergaden trug, der in der Neuzeit durch ein Spitzdach ersetzt wurde.